# Hefeng, Chongqing
Hefeng (kinesiska: 鹤峰) är en socken i sydvästra Kina. Den ligger i Fengjie härad i storstadsområdet Chongqing,  omkring 320 kilometer nordost om det centrala stadsdistriktet Yuzhong. Antalet invånare är 10614. Befolkningen består av 5 106 kvinnor och 5 508 män. Barn under 15 år utgör 24,0 %, vuxna 15-64 år 61 %, och äldre över 65 år 13,0 %.